# Crepidium purpureum
Crepidium purpureum är en orkidéart som först beskrevs av John Lindley, och fick sitt nu gällande namn av Dariusz Lucjan Szlachetko. Crepidium purpureum ingår i släktet Crepidium, och familjen orkidéer. Inga underarter finns listade i Catalogue of Life.